# Il Corvenale
Il Corvenale è una villa situata sulla via Provinciale per Avenza, 52 a Carrara.

## Storia dell'edificio
Il complesso di proprietà Fabbricotti posto sulla sommità della collina presso Carrara, comprendente la villa padronale e una grande stalla, venne acquistato tra la fine dell'Ottocento ed i primi del Novecento dal Comm. Cirillo Muraglia.
Intorno al 1905 iniziò la trasformazione della stalla in una seconda villa, terminata nel 1920 dopo l'interruzione della prima guerra mondiale. 
Contemporaneamente fu sistemato anche il circostante giardino di palme, con la creazione di una grande vasca circolare per la raccolta dell'acqua.
Negli anni intorno al 1910 furono realizzati su disegno di Enrico Bonanni il caratteristico edificio della portineria ed il lungo muro di cinta a chiusura della proprietà sulla Strada Provinciale Carra - Avenza a valle. 
Attualmente il complesso è di proprietà Petroni Callegari, bisnipoti del comm. Muraglia.

## Fortuna critica
Il complesso è segnalato dalla critica soprattutto per l'originalità dell'architettura della portineria, che spicca, sia a livello formale che coloristico, nel rado tessuto edilizio della strada.

## Descrizione
Le due ville - di cui la seconda degna di particolare attenzione per la raffinatezza delle linee - sorgono sulla sommità di una collina ricca di vegetazione, fuori dall'abitato, e costituiscono pertanto un complesso totalmente isolato.

### Villa Padronale

#### La portineria
L'edificio della portineria, di impianto rettangolare, si dispone in senso trasversale rispetto alla Strada Provinciale lungo la quale sorge. 
Di chiara ispirazione storicistica non scevro da influenze liberty, soprattutto per quanto riguarda le scelte coloristiche, è concepito come un fiabesco castello in miniatura ed è realizzato in laterizio faccia a vista con abbondanza di finiture e inserti decorativi in marmo bianco. 
Si imposta su una spessa fascia basamentale conclusa da un'alta, robusta cornice marmorea. 
Il fronte principale, prospettante su un piazzaletto a lato della Strada Provinciale, si apre al pian terreno con una grande arcata centrale, incorniciata in marmo e chiusa da una cancellata in ferro, serrata fra gli avancorpi cilindrici di due torrette alleggerite da quattro strette bucature ad arco.
Il fornice centrale immette in una galleria lastricata, profonda quanto l'intero edificio, da cui prosegue il vialetto che sale per la collina, sul quale prospetta il retro della costruzione.
Al primo piano, oltre la cornice marcapiano arricchita da mensoline, il settore centrale del fronte è interamente occupato da una finestratura a trifora, ai cui lati aggettano i volumi ottagonali delle due torrette, sostenuti da robuste mensole marmoree e aperte da ampie finestrature ad arco incorniciate.
La sommità del fronte è segnata da un fregio marmoreo costituito da una fila di formelle circolari racchiuse tra due cornici che corre ininterrotto per tutti i lati dell'edificio, coronato infine dalla balaustrata merlata della copertura piana praticabile. 
Oltre quest'ultima si eleva il terzo settore della torretta di destra, aperta da otto finestre e arricchita da una corona di merli.
Al di sopra della grande arcata del pian terreno, il fronte posteriore presenta una lunga terrazza coperta sulla quale si aprono una portafinestra e una serie di tre finestrature ad arco di cui le due laterali accecate.
Il fronte lungostrada è costituito da un volume compatto, ritagliato da due serie di strette bucature a pian terreno e mosso al primo piano da un avancorpo centrale sostenuto da mensolotti, aperto dalla serie delle tre finestrature ad arco.
Sui due lati all'interno del fornice d'ingresso, oltre la cancellata, si aprono due portoncini, di cui quello di destra di accesso ad un vano adibito a ripostiglio e quello di sinistra al vano scale interno di accesso all'abitazione del primo piano. 
La scala rettilinea, in marmo, sbarca lateralmente alla terrazza posteriore, pavimentata con mattonelle in cotto con inserti in marmo. 

#### Interno
L'interno, recentemente ristrutturato ed adattato ad abitazione per una coppia, appare estremamente luminoso e ricco di episodi originali, come la scaletta a chiocciola in ghisa che sale all'interno della torretta verso la strada per sbarcare sulla terrazza di copertura. La torretta di sinistra ospita i servizi.
Proseguendo per il vialetto si sale fino alla villa padronale, risalente alla fine dell'Ottocento, con tradizionale impianto quadrato elevato su tre piani fuori terra più un piano attico e coperture a tetto con manto in laterizio.
Il pian terreno è stato ampliato intorno agli anni '70 con la trasformazione delle cantine in vani di soggiorno aperti lateralmente sul giardino e con l'aggiunta di un nuovo corpo sul retro.
L'ingresso al primo piano avviene tramite una doppia scalinata accostata al fronte principale, che immette sul lungo ballatoio sviluppato su tre lati dell'edificio, sul quale si aprono la portafinestra di ingresso e le altre corrispondenti ai vani interni.
I fronti sono impaginati secondo una intelaiatura di piatte lesene tagliate da una fascia marcapiano, e conclusi da una gronda in muratura in forte aggetto.
Presentano una scansione regolare di aperture, che si infittiscono nel settore centrale del secondo piano con tre portefinestre ad arco aperte sul balconcino sovrastante l'ingresso. 
Originariamente l'ingresso avveniva da un portoncino sul fronte laterale che immetteva in un vano attualmente adibito a ripostiglio, dove è ancora in loco la pavimentazione originale in piastrelle di grès ceramico rosse con inserti gialli.
Una scala marmorea interna, che ad eccezione della prima rampa di nuova costruzione dopo la trasformazione dell'ingresso conserva la ringhiera in ferro battuto originale, collega i due piani superiori, adibiti rispettivamente a zona giorno e a zona notte dopo una recente, totale ristrutturazione.

### Ex Stalla
Il secondo edificio residenziale, risultato dalla trasformazione della preesistente stalla tra il 1905 e il 1920, presenta un impianto rettangolare con un corpo avanzato di forma cilindrica e si sviluppa su due piani fuori terra con copertura a tetto con manto in laterizio. 
I paramenti murari sono intonacati e colorati in arancio con incorniciature bianche.
Il fronte posteriore presenta una regolare impaginazione tripartita, con pian terreno rialzato e doppia scalinata di accesso all'ingresso centrale. 
Nel primo settore la parete è in muratura intonacata a fasce orizzontali, interrotte in corrispondenza delle finestre e del portone per lasciare posto alle incorniciature bianche di reminiscenza secessionista. 
Dopo la fascia marcapiano le aperture del primo piano risultano più ampie di quelle sottostanti e coronate da spesse cornici, di cui quella centrale semicircolare. 
La gronda in notevole aggetto conclude il prospetto.
Il fronte principale si caratterizza per la grande terrazza al primo piano, circondata da una balaustrata a colonnine diritte e coperta da una tettoia in vetro con leggerissima struttura in ferro.
L'accesso alla terrazza, su cui si apre l'ingresso principale dell'abitazione, ritagliato al centro dell'avancorpo cilindrico del primo piano, avviene tramite una scalinata laterale a due rampe, in marmo, con balaustrata in muratura piena segnata all'inizio da un plinto con grande vaso marmoreo. 
Sulla terrazza si aprono, oltre all'ingresso racchiuso in una elaborata cornice dove il soprapporta vetrato dà luce anche al vano superiore, due portefinestre a lato dell'avancorpo cilindrico, segnalate da più semplici incorniciature con architrave sostenuto da mensole.
Al pian terreno l'avancorpo cilindrico, maggiormente avanzato rispetto a quello superiore per la creazione della terrazza, è inquadrato e scandito da lesene in muratura e illuminato da ampie superfici con vetrate colorate. 
Sui prospetti laterali si attaccano, a metà parete, i corpi aggiunti i cui vani a pian terreno sono illuminati da ampie vetrate e al primo piano costituiscono le terrazze laterali su cui si aprono le portefinestre.
Il primo settore delle pareti laterali presenta invece al pian terreno un finto portale e al primo piano una doppia finestra incorniciata. 
Per il dislivello della collina, il corpo aggiunto sul lato sinistro è accessibile dal vialetto di accesso tramite una breve scalinata rettilinea in marmo, anch'essa segnata all'inizio da un plinto in muratura con vaso marmoreo; l'edificio è arricchito lateralmente da un piccolo giardino privato.
L'interno è stato ristrutturato intorno agli anni '80. Le pavimentazioni attuali, ad esclusione di una stanza che conserva il vecchio pavimentato a piastrelle di grès esagonali, sono in marmo bianco con inserti neri. 
Dal vano d'ingresso una scalinata marmorea conduce ad alcune stanze affacciate ad una seconda terrazza superiore, che costituisce la copertura del corpo cilindrico sottostante, chiusa da una balaustrata in ferro.